# گرند کین (لوئیزیانا)
گرند کین (به انگلیسی: Grand Cane) شهری در ایالت لوئیزیانا کشور ایالات متحده آمریکا است که جمعیت آن در سرشماری سال ۲۰۱۰ میلادی، ۲۴۲ نفر بوده‌است.